# 국제 세일링 스쿨 협회
국제 세일링 스쿨 협회(영어: International Sailing Schools Association, 약어 ISSA)는 전 세계의 세일링 및 윈드 서핑 학교를 위한 공통된 품질 및 안전 표준 프레임 워크를 제공하는 비영리 국제 협회이다. 국제 세일링 스쿨 협회（ISSA）표준은 모든 수준의 세일링 및 윈드 서핑 코스를 수료 한 학생들의 인증에도 동일하게 적용된다. 모든 ISSA 항해 및 윈드 서핑 강사는 동일하게 각 수준의 훈련을 받는다.

## ISSA에 대한 역사
ISSA는 1969년 런던에서 설립되었다.
ISSA는 2005년부터 항해 국제 세일링 연맹 (ISAF, 현재 세계 세일링)의 스포츠를 관리하는 세계 기관의 개발에 실질적인 지원과 긴밀한 협력을 제공하였다.
2016년에 ISSA는 ISO 9001:2008을 도입하였다.
2017년 ISSA는 칭다오 국제 세일링 센터와 협력 계약을 체결하여 중국 시장에 진출했다.
2018년 한국에서 ISSA의 인증을 받는 학교가 생겼다.
2019년부터 ISSA는 유럽위원회에 파트너로 MedSkippers 프로젝트를 실시하였으며 지중해에서 국제 훈련 표준을 수행한다. MedSkippers 프로젝트는 관리 기관, 용선 부문 관 선장 간의 커뮤니티를 장려하는 동시에 대여행업과 관련 다양한 라이센스 시스템, 교육 기회 및 일자리 기회와 관련 정보를 제공한다.

## ISSA 미션[9]
- 각 지역 및 대중에게 요트 운동을 홍보한다.
- 수상 스포츠에 종사하기로 결정한 사람들에게 교육을 제공한다.
- 전 세계 교육을 표준화한다.
- 여러 국가 간의 문화와 경험 교환 활동을 개죄한다. 여러 대륙에 존재하는 조직으로서 다른 문화에서 온 사람들에 대한 상호 이해에 기여하는 것을 목표로 한다.